# Paulo Luiz Beraldo
Paulo Luiz Beraldo Santos (Guarulhos, Estat de São Paulo, 14 de juny de 1988) és un futbolista brasiler.
Alçada: 1,77 m
Pes: 63 kg
Inici de la carrera esportiva: 2007
Equip actual: Guarani Futebol Clube (Davanter)